# Булатов, Михаил Алексеевич

Бюст на аллее Героев в городе Пласт

Михаи́л Алексе́евич Була́тов (25 октября 1924, Верхняя Санарка, Уральская область — 3 марта 2020, Курск) — командир отделения 369-го отдельного сапёрного батальона 235-й стрелковой дивизии 43-й армии 3-го Белорусского фронта. Герой Советского Союза (1945). Почётный гражданин Курска (2005).

## Биография

### Ранние годы
Михаил Алексеевич Булатов родился 25 октября 1924 года в деревне Верхняя Санарка (ныне — в Пластовском районе Челябинской области) в семье Алексея Филипповича и Марии Андреевны Булатовых.
С 1940 по 1942 годы Булатов работал телефонным мастером в городе Чимбай Карапалкакской АССР Узбекистана. В ноябре 1942 года Михаил Булатов был призван в армию и направлен на учёбу в Орловское пехотное училище, находившееся в эвакуации в городе Чарджоу Туркменской ССР, где получил военную специальность сапёра.

### Участие в Великой Отечественной войне
В конце марта 1943 года Булатов прибыл на фронт в сапёрное подразделение 235-й стрелковой дивизии, в составе которой прослужил до конца войны. Подразделение дислоцировалось возле деревни Вяжи на реке Зуша и принимало участие в боевых действиях на Курской дуге. В задачи старшего сержанта Булатова входили установление минно-проволочных заграждений и проведение инженерной разведки. С началом контрнаступления немцев Булатов наводил штурмовые мосты через Зушу. Иногда выбитые авианалётами звенья мостов сапёрам приходилось заменять собой: бойцы брали опоры на плечи, пока другие солдаты преодолевали водную преграду. За участие в Курской битве Булатов был награждён орденом Красной Звезды.
За участие в Белорусской операции, в боях под Витебском, в июне 1944 года был удостоен ордена Славы 3-й степени за смелые и решительные действия в ходе проведения разведки боем, а чуть позже получил орден Славы 2-й степени за успешное выполнение боевой задачи.
За сопровождение танков при форсировании реки Лиелупе в Латвии в октябре 1944 Булатов был награждён вторым орденом Красной Звезды.
Во время штурма Кёнигсберга 235-я дивизия атаковала сильно фортифицированный город с северо-запада. Отделению Булатова была поставлена задача произвести инженерную разведку шоссе «Кёнигсберг — Раушен» — единственного пригодного для танков транспортного канала с данного направления, расположенного на окружённой топями местности. В ходе разведки группа из четырёх бойцов, включая самого Булатова, была обнаружена немцами и попала под обстрел. Несмотря на утренний туман и плохую видимость, один солдат был убит, а двое тяжело ранены. Перевязав товарищей, Булатов пополз по придорожному кювету. Выбравшись ползком на шоссе, Булатов обнаружил зарытые под взломанный асфальт авиационные бомбы. Обезвредив первое взрывное устройство под огнём противника, Булатов пополз дальше по шоссе. В труднейшей обстановке на виду у противника сапёр сумел вывести из строя 24 авиабомбы. По словам Михаила Булатова, общая масса обезвреженных бомб составила 2,5 тонны.
Указом Президиума Верховного Совета СССР от 19 апреля 1945 года за героизм в боях в Восточной Пруссии старшему сержанту Булатову Михаилу Алексеевичу было присвоено звание Героя Советского Союза с вручением Ордена Ленина и медали «Золотая Звезда» (№ 6276). Награду Булатов принимал из рук маршала Василевского.

### После войны
После войны Михаил Булатов продолжил военную службу и в 1948 году окончил Львовское военно-политическое училище. Окончив в 1957 году вечернюю школу рабочей молодежи, Булатов получил среднее образование и поступил в военную академию, где учился заочно в течение пяти лет. В 1963 году Булатов окончил Военно-политическую академию имени В. И. Ленина, и в 1973 году уволился из армии с должности заместителя командира мотострелкового полка по политической части, дислоцированного в Курске, в звании полковника.
После увольнения из армии Михаил Алексеевич Булатов с 1973 по 1996 годы работал старшим инспектором по кадрам Курской областной базы «Росгалантерея». С 1984 по 1985 годы Булатов был председателем Всесоюзного штаба похода комсомольцев и молодежи по местам боевой славы, а с 1987 по 1992 годы — возглавлял Курский городской совет ветеранов войны и труда. В 2005 году Булатов возглавил областной совет ветеранов войны, труда, Вооружённых сил и правоохранительных органов, по-прежнему оставаясь почётным председателем городского совета ветеранов. По словам Булатова:
Россия всегда была сильна честью и доблестью своей армии. Встречаясь с юными курянами, которым предстоит служба в армии, я рассказываю им о том, что пережил сам. Счастье – не в награде за доблесть, а в самой доблести. Если мысли об Отечестве перестают быть единственным побудительным поводом к храбрости, мужеству и другим воинским доблестям, то дух защитников постепенно истребляется, а ведь именно он составляет силу народа. Настоящие мужчины обязаны заботиться о чести своей армии.
В 2000 году Михаил Булатов стал лауреатом первого Курского областного конкурса общественного признания «Человек года». В 2003 году ветеран был награждён орденом Дружбы, а в 2007 — орденом Почёта. 21 сентября 2005 года Михаилу Булатов было присвоено звание «Почётный гражданин города Курска». 
Скончался 3 марта 2020 года в возрасте 95 лет. Похоронен на аллее почётного захоронения Никитского кладбища города Курск. 

## Награды
Государственные:
- медаль «Золотая Звезда» (19 апреля 1945 года)[6]
- орден Почёта (9 мая 2007 года) — за многолетнюю плодотворную работу по патриотическому воспитанию молодёжи и социальной защите ветеранов[7]
- орден Дружбы (17 мая 2003 года) — за многолетнюю плодотворную работу по социальной защите ветеранов и патриотическому воспитанию молодёжи[8]
- орден Ленина (19.04.1945)[6]
- орден Отечественной войны I степени (06.04.1985)[9]
- два ордена Красной Звезды (29.12.1943[10], ??.10.1944[3])
- орден Славы II степени (18.02.1945)[11]
- орден Славы III степени (30.06.1944)[12]
  - медали в том числе:
  - «За боевые заслуги» (20.04.1953)[13]
  - «За победу над Германией в Великой Отечественной войне 1941—1945 гг.» (1945)
  - «За взятие Кёнигсберга» (1945)
  - «Ветеран Вооружённых Сил СССР» (1976)
  - «За безупречную службу» I степени (1963)
- Благодарность Президента Российской Федерации (25 января 2020 года) — за активную общественную деятельность по социальной поддержке ветеранов и патриотическому воспитанию молодёжи[14]
- Благодарность Президента Российской Федерации (24 октября 2013 года) — за достигнутые трудовые успехи, многолетнюю добросовестную работу и активную общественную деятельность[15]

Региональные:
- Орден «За заслуги перед Калининградской областью» (9 апреля 2015 года)[16]
- Медаль «За заслуги перед городом Калининградом» (1 октября 2014 года)[17]
- Почётное звание «Почётный гражданин города Курска» (2005 год)
- Почётный гражданин Курской области (14 декабря 2010 года)

## Память
- Фамилия Михаила Булатова выбита на стеле «Героям Курянам» на Красной площади в Курске.
- Также в его честь в Калининграде установлен обелиск, а весной 2010 года его именем там же названа улица[3][18].
- Имя Михаила Булатова было присвоено Лицею № 6 города Курска в 2014 году и школе № 50 в Калининграде в 2012 году.
- Имя Михаила Булатова было присвоено новому проспекту в городе Курск.